# Sidi Abdelmoumen
Sidi Abdelmoumen (franska: Sidi Abdelmoumen (CR), Sidi Abdelmoumen (Commune Rurale), arabiska: رحالة) är en kommun i Marocko.   Den ligger i provinsen Chichaoua och regionen Marrakech-Safi, i den centrala delen av landet, 400 km sydväst om huvudstaden Rabat. Antalet invånare är 9 791.